# Минесот Бич (Северна Каролина)
Минесот Бич (енгл. Minnesott Beach) град је у америчкој савезној држави Северна Каролина.

## Демографија
По попису из 2010. године број становника је 440, што је 129 (41,5%) становника више него 2000. године.
| Група             | 2000.       | 2010.       |
| Белци             | 295 (94,9%) | 389 (88,4%) |
| Афроамериканци    | 11 (3,5%)   | 8 (1,8%)    |
| Азијати           | 2 (0,6%)    | 5 (1,1%)    |
| Хиспаноамериканци | 3 (1,0%)    | 31 (7,0%)   |
| Укупно            | 311         | 440         |